# Гіголаєв Роланд Теймуразович
Роланд Теймуразович Гіголаєв (рос. Роланд Теймуразович Гиголаев; нар. 4 січня 1990, Тбілісі, Грузинська РСР) — російський футболіст, півзахисник івановського «Текстильника».

## Клубна кар'єра
У 12 років розпочав тренуватися у футбольній академії «Юність» (Владивосток). Після переїзду сім'ї до Санкт-Петербурга два роки тренувався в петербурзькому клубі «Зміна». У 2007 році перебрався в петербурзький «Зеніт», де тренувався в молодіжних командах і грав за резервну команду. У червні 2008 року за рішенням тренера Діка Адвоката з'явився в товариських матчах проти «Гельсінгборга» і «Копенгагена». У сезоні 2009 року з молодіжною командою «Зеніту» виграв чемпіонат Росії. Під час каденції Лучано Спаллетті декілька разів тренувався з першою командою «Зеніту», але не провів жодного офіційного матчу. З 2007 по 2010 рік відіграв у молодіжній команді 70 матчів, в яких відзначився 8-ма голами.
.

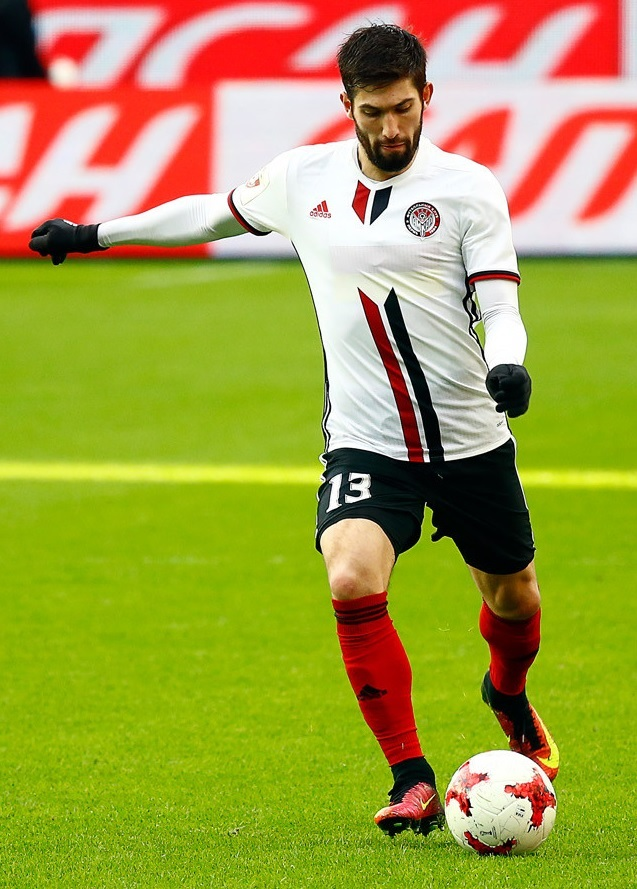
Роланд Гіголаєв у футболці пермського «Амкару» (2017)

У лютому 2011 року Гіголаєв вирішив не їхати на збір «Зеніту» в Марбельї, а підшукувати собі клуб, де у нього буде ігрова практика. Після чого гравцем зацікавилися представники «Аланії» і Роланд підписав із клубом із Північної Осетії контракт на 4,5 роки. 4 квітня того ж року дебютував за нову команду в матчі проти «Торпедо» (Владимир) (3:0), в якому відзначився 2-ма голами. 11 травня 2011 року вийшов в основному складі у півфінальному матчі кубку Росії проти «Ростова», в якому отримав попередження. У сезоні 2010/11 років дійшов з «Аланією» до фіналу Кубку Росії, в якому його команда поступилася з рахунком 1:2 московському ЦСКА. Влітку 2011 року провів 3 матчі у кваліфікації Ліги Європи 2011/12, де його клуб вилетів за сумою двох матчів від «Бешикташа» (0:3 та 2:0). У сезоні 2011/12 років піднявся разом з «Аланією» до Прем'єр-ліги. Дебютував у вищому дивізіоні 1 вересня 2012 року в матчі проти пермського «Амкара» (1:1). В осінній частині сезону 2012/13 років виходив на заміну й провів 7 матчів, не відзначився жодним голом. У грудні 2012 року внесений до трансферного списку президентом і тренером команди Валерієм Газзаєвим.

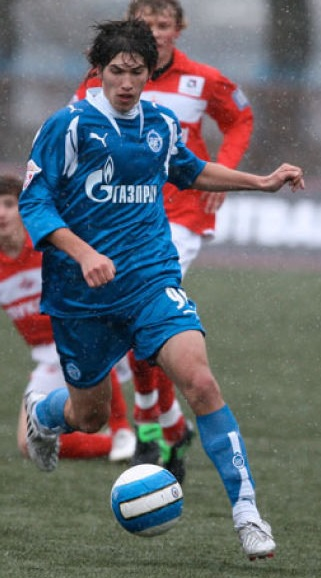
Роланд Гіголаєв у «Зеніті»

У лютому 2013 року відданий в оренду клубу «Петротрест» (Санкт-Петербург) (ФНЛ), де провів 8 матчів чемпіонату. У липні 2013 року його викупило петербурзьке «Динамо», яке отримало ліцензію «Петротреста». У першій половині сезону 2013/14 років провів 22 поєдинки. У січні 2014 року скористався положенням контракту, яке гарантувало йому можливість покинути команду в зимове трансферне вікно.
У лютому 2014 року підписав контракт на два з половиною роки з клубом «Рух» (Хожув), який тренував Ян Коцян. 11 травня 2014 року дебютував в Екстраклясі в матчі проти «Завіші» (Бідгощ) (3:1). У серпні того ж року зіграв проти харківського «Металіста» в четвертому кваліфікаційному раунді Ліги Європи 2014/15, після чого «Рух» вилетів із турніру. 8 грудня 2014 року в матчі проти «Подбескідзе» (Бельсько-Бяла) (2:0) відзначився першим голом у чемпіонаті Польщі. Після завершення осінньої частини сезону 2015/16 років клуб розірвав з ним контракт через вирок суду за керування автомобілем у нетверезому стані. Загалом за «Рух» провів 40 матчів чемпіонату, в яких відзначився 5-ма голами.
У лютому 2016 року став гравцем пермського «Амкара», у футболці якого провів 31 матч та відзначився 3-ма голами. У липні 2017 року перейшов у грозненський «Ахмат». У сезоні 2017/18 років через травму та пов'язане з нею відновлення провів лише 1 матч у чемпіонаті. У сезоні 2018/19 років грав в оренді в махачкалинському «Анжі», де був гравцем основи і завершив сезон вильотом з Прем'єр-ліги. 28 липня 2020 року залишив «Ахмат».
У січні 2021 року став гравцем клубу «Кубань Холдинг» зі станиці Павловської. У червні того ж року залишив команду. Деякий час виступав у ФНЛ за «Кубань». У лютому 2022 року уклав контракт із івановським «Текстильником».

## Кар'єра в збірній
Він на міжнародному рівні 5 січня 2008 року в матчі проти юнацької збірної Словаччини U-19 (2:0). Всього у складі юнацької збірної Росії U-19 зіграв 8 матчів, у тому числі три — у матчах кваліфікації чемпіонату Європи (U-19) 2009 року. У 2010 році провів 5 матчів у складі юнеацької збірної (U-20), у яких відзначився 1-м голом. У 2010–2011 роках провів 2 матчі за молодіжну збірну Росії.

## Особисте життя
Народився 1990 року в Тбілісі, Грузинська Радянська Соціалістична Республіка. Мати — росіянка, батько — з Південної Осетії. У 1995 році сім'я виїхала до Владивостока, звідки в 2005 році переїхала до Санкт-Петербурга.

## Статистика виступів

### Клубна
Станом на 13 травня 2018
| Клуб                       | Сезон             | Ліга               | Ліга  | Ліга | Кубок | Кубок | Континентальні | Континентальні | Загалом | Загалом |
| Клуб                       | Сезон             | Дивізіон           | Матчі | Голи | Матчі | Голи  | Матчі          | Голи           | Матчі   | Голи    |
| -------------------------- | ----------------- | ------------------ | ----- | ---- | ----- | ----- | -------------- | -------------- | ------- | ------- |
| «Зеніт» (Санкт-Петербург)  | 2007              | Прем'єр-ліга Росії | 0     | 0    | 0     | 0     | 0              | 0              | 0       | 0       |
| «Зеніт» (Санкт-Петербург)  | 2008              | Прем'єр-ліга Росії | 0     | 0    | 0     | 0     | 0              | 0              | 0       | 0       |
| «Зеніт» (Санкт-Петербург)  | 2009              | Прем'єр-ліга Росії | 0     | 0    | 0     | 0     | 0              | 0              | 0       | 0       |
| «Зеніт» (Санкт-Петербург)  | 2010              | Прем'єр-ліга Росії | 0     | 0    | 0     | 0     | 0              | 0              | 0       | 0       |
| «Зеніт» (Санкт-Петербург)  | Загалом           | Загалом            | 0     | 0    | 0     | 0     | 0              | 0              | 0       | 0       |
| «Аланія» (Владикавказ)     | 2011–12           | ФНЛ                | 38    | 3    | 2     | 0     | 3              | 0              | 43      | 3       |
| «Аланія» (Владикавказ)     | 2012–13           | Прем'єр-ліга Росії | 7     | 0    | 0     | 0     | –              | –              | 7       | 0       |
| «Аланія» (Владикавказ)     | Загалом           | Загалом            | 45    | 3    | 2     | 0     | 3              | 0              | 50      | 3       |
| «Аланія-д» (Владикавказ)   | 2012–13           | ПФЛ                | 8     | 4    | 3     | 2     | –              | –              | 11      | 6       |
| «Динамо» (Санкт-Петербург) | 2012–13           | ФНЛ                | 8     | 0    | 0     | 0     | –              | –              | 8       | 0       |
| «Динамо» (Санкт-Петербург) | 2013–14           | ФНЛ                | 22    | 0    | 0     | 0     | –              | –              | 22      | 0       |
| «Динамо» (Санкт-Петербург) | Загалом           | Загалом            | 30    | 0    | 0     | 0     | 0              | 0              | 30      | 0       |
| «Рух» (Хожув)              | 2013–14           | Екстракляса        | 4     | 0    | –     | –     | –              | –              | 4       | 0       |
| «Рух» (Хожув)              | 2014–15           | Екстракляса        | 27    | 4    | 0     | 0     | 2              | 0              | 29      | 4       |
| «Рух» (Хожув)              | 2015–16           | Екстракляса        | 9     | 1    | 2     | 0     | –              | –              | 11      | 1       |
| «Рух» (Хожув)              | Загалом           | Загалом            | 40    | 5    | 2     | 0     | 2              | 0              | 44      | 5       |
| «Амкар» (Перм)             | 2015–16           | Прем'єр-ліга Росії | 8     | 0    | 0     | 0     | –              | –              | 8       | 0       |
| «Амкар» (Перм)             | 2016–17           | Прем'єр-ліга Росії | 20    | 3    | 2     | 1     | –              | –              | 22      | 4       |
| «Амкар» (Перм)             | 2017–18           | Прем'єр-ліга Росії | 3     | 0    | –     | –     | –              | –              | 3       | 0       |
| «Амкар» (Перм)             | Загалом           | Загалом            | 31    | 3    | 2     | 1     | 0              | 0              | 33      | 4       |
| «Ахмат» (Грозний)          | 2017–18           | Прем'єр-ліга Росії | 1     | 0    | 0     | 0     | –              | –              | 1       | 0       |
| Усього за кар'єру          | Усього за кар'єру | Усього за кар'єру  | 155   | 15   | 9     | 3     | 5              | 0              | 169     | 18      |

## Досягнення
«Аланія»
- Кубок Росії
  -  Фіналіст (1): 2010/11